# CRi
 (décembre 2023).
La mise en forme du texte ne suit pas les recommandations de Wikipédia : il faut le « wikifier ».
Les points d'amélioration suivants sont les cas les plus fréquents. Le détail des points à revoir est peut-être précisé sur la page de discussion.
- Les titres sont pré-formatés par le logiciel. Ils ne sont ni en capitales, ni en gras.
- Le texte ne doit pas être écrit en capitales (les noms de famille non plus), ni en gras, ni en italique, ni en « petit »…
- Le gras n'est utilisé que pour surligner le titre de l'article dans l'introduction, une seule fois.
- L'italique est rarement utilisé : mots en langue étrangère, titres d'œuvres, noms de bateaux, etc.
- Les citations ne sont pas en italique mais en corps de texte normal. Elles sont entourées par des guillemets français : « et ».
- Les listes à puces sont à éviter, des paragraphes rédigés étant largement préférés. Les tableaux sont à réserver à la présentation de données structurées (résultats, etc.).
- Les appels de note de bas de page (petits chiffres en exposant, introduits par l'outil «  Source ») sont à placer entre la fin de phrase et le point final[comme ça].
- Les liens internes (vers d'autres articles de Wikipédia) sont à choisir avec parcimonie. Créez des liens vers des articles approfondissant le sujet. Les termes génériques sans rapport avec le sujet sont à éviter, ainsi que les répétitions de liens vers un même terme.
- Les liens externes sont à placer uniquement dans une section « Liens externes », à la fin de l'article. Ces liens sont à choisir avec parcimonie suivant les règles définies. Si un lien sert de source à l'article, son insertion dans le texte est à faire par les notes de bas de page.
- La présentation des références doit suivre les conventions bibliographiques. Il est recommandé d'utiliser les modèles {{Ouvrage}}, {{Chapitre}}, {{Article}}, {{Lien web}} et/ou {{Bibliographie}}. Le mode d'édition visuel peut mettre en forme automatiquement les références.
- Insérer une infobox (cadre d'informations à droite) n'est pas obligatoire pour parachever la mise en page.

Pour une aide détaillée, merci de consulter Aide:Wikification.
Si vous pensez que ces points ont été résolus, vous pouvez retirer ce bandeau et améliorer la mise en forme d'un autre article.
CRi, de son vrai nom Christophe Dubé, est un musicien électronique originaire du Québec.
Au départ, l'artiste était beatboxer pour le groupe hip-hop local Feuilles et Racines avant de sortir son premier EP en tant qu'artiste électronique en 2013. Il a sorti un certain nombre de pistes indépendantes et de remix pour d'autres artistes avant de sortir ses premiers EPs Tell Her en 2016, Someone Else en 2017, et Initial en 2019.
En 2019, CRi a collaboré avec Charlotte Cardin sur une reprise de Fous n'importe où de Daniel Bélanger. Juvenile, son premier album complet, a paru en 2020 et incluait une collaboration avec Daniel Bélanger comme chanteur sur le morceau Signal. En 2023, il sorti son deuxième album studio Miracles sur lequel il a collaboré avec des artistes tels Half Moon Run et Klô Pelgag.
Someone Else a été nommé pour l'album électronique de l'année aux Juno Awards de 2018 et Juvenile a reçu une nomination dans la même catégorie aux Juno Awards de 2021. En 2021 également, il a gagné la « révélation de l'année » au 43e gala des prix Félix.
En 2024, CRi a performé au festival Soif de musique à Cowansville, aux côtés d’artistes tels que Flo Rida, Rise Against et Charlotte Cardin. Durant sa carrière musicale, il s’est produit en spectacle dans divers pays, notamment en Chine, en Inde, aux États-Unis et en Europe . Selon ses estimations, ses chansons ont généré environ 65 millions d’écoutes sur les plateformes d’écoute . 
CRi est le frère de l'actrice et cinéaste Alexa-Jeanne Dubé.

## Discographie
Albums studios
- Juvenile (2020)
- Juvenile (Remixed) (2021)
- Miracles (2023)[12]
- Miracles (Remixed) (2024)

EPs
- Tell Her (2016)
- Why I Love You(Remixes) (2016)
- Someone Else (2017)
- Me and My Friends: Remixes (2016)
- Initial (2019)
- Signal (2020)
- Juvenile (Remixed: Part Two) (2021)
- To you EP (2021)
- Hold You EP (2024)

## Récompenses
- Gala de l'ADISQ 2024 : Prix Félix dans la catégorie Album de l'année – Musique électronique pour l'album Miracles[13]